# Henriette Lotaller
Henriette Lotaller, född 1954 är en ungersk före detta bordtennisspelare och europamästaremästare i dubbel och lag.
Lotaller spelade sitt första VM 1973 och 1975, 3 år senare, sitt 2:a och sista. Hennes bästa placering i VM är två 4:e platser i lag.
I EM gick det bättre och hon tog totalt 4 medaljer i bordtennis-EM, 3 guld, 1 silver.
På ITTF:s världsrankinglista så var hon rankad 23:a i världen 1975. 1976 var hon tvungen att avsluta sin karriär på grund av en ryggskada.

## Meriter
- Bordtennis VM

- - 1973 i Sarajevo
    - Kvartsfinal dubbel
    - 4:e plats med det ungerska laget

  - 1975 i Calcutta
    - 4:e plats med det ungerska laget

- Bordtennis EM
  - 1972 i Rotterdam
    - 1:a plats dubbel (med Judit Magos)
    - 1:a plats med det ungerska laget

  - 1974 i Novi Sad
    - 1:a plats dubbel (med Judit Magos)
    - 2:a plats med det ungerska laget

- Europa Top 12
  - 1975 i Wien: 3:e plats
  - 1976 i Lübeck: -

- Ungerska mästerskapen - guldmedaljer
  - 1971: 1:a plats dubbel (med Judit Magos)
  - 1972: 1:a plats dubbel (med Judit Magos)
  - 1973: 1:a plats singel
  - 1974: 1:a plats singel, 1:a plats dubbel (med Judit Magos)
  - 1975: 1:a plats dubbel (med Judit Magos)
  - 1976: 1:a plats singel